# Wereldkampioenschappen schoonspringen 2023 – driemeterplank synchroon mannen
Het synchroonspringen vanaf de driemeterplank voor mannen tijdens de wereldkampioenschappen schoonspringen 2023 vond plaats op 15 juli 2023 in het Prefecturale zwembad van Fukuoka in Fukuoka.

## Uitslag
| Rang   | Land                   | Namen                                      | Voorronde | Voorronde | Finale        | Finale        |
| Rang   | Land                   | Namen                                      | Punten    | Rang      | Punten        | Rang          |
| ------ | ---------------------- | ------------------------------------------ | --------- | --------- | ------------- | ------------- |
| Goud   | China                  | Long Daoyi Wang Zongyuan                   | 451,44    | 1         | 456,33        | 1             |
| Zilver | Verenigd Koninkrijk    | Anthony Harding Jack Laugher               | 383,46    | 3         | 424,62        | 2             |
| Brons  | Frankrijk              | Jules Bouyer Alexis Jandard                | 344,85    | 11        | 389,10        | 3             |
| 4      | Verenigde Staten       | Tyler Downs Greg Duncan                    | 362,94    | 7         | 385,23        | 4             |
| 5      | Spanje                 | Adrián Abadía Nicolás García               | 370,62    | 6         | 383,61        | 5             |
| 6      | Italië                 | Lorenzo Marsaglia Giovanni Tocci           | 384,69    | 2         | 380,97        | 6             |
| 7      | Japan                  | Yuto Araki Haruki Suyama                   | 359,04    | 8         | 375,90        | 7             |
| 8      | Zwitserland            | Jonathan Suckow Guillaume Dutoit           | 342,69    | 12        | 372,33        | 8             |
| 9      | Polen                  | Kacper Lesiak Andrzej Rzeszutek            | 349,29    | 9         | 370,50        | 9             |
| 10     | Duitsland              | Timo Barthel Lars Rüdiger                  | 383,04    | 4         | 370,26        | 10            |
| 11     | Mexico                 | Juan Celaya Rodrigo Diego                  | 382,08    | 5         | 369,75        | 11            |
| 12     | Australië              | Sam Fricker Li Shixin                      | 348,06    | 10        | 356,49        | 12            |
| 13     | Oostenrijk             | Alexander Hart Nikolaj Schaller            | 341,16    | 13        | Uitgeschakeld | Uitgeschakeld |
| 14     | Jamaica                | Yohan Eskrick-Parkinson Yona Knight-Wisdom | 339,18    | 14        | Uitgeschakeld | Uitgeschakeld |
| 15     | Kroatië                | David Ledinski Matej Neveščanin            | 335,73    | 15        | Uitgeschakeld | Uitgeschakeld |
| 16     | Dominicaanse Republiek | Frandiel Gómez Jonathan Ruvalcaba          | 335,31    | 16        | Uitgeschakeld | Uitgeschakeld |
| 17     | Colombia               | Daniel Restrepo Luis Uribe                 | 334,32    | 17        | Uitgeschakeld | Uitgeschakeld |
| 18     | Zuid-Korea             | Woo Ha-ram Yi Jae-gyeong                   | 331,62    | 18        | Uitgeschakeld | Uitgeschakeld |
| 19     | Maleisië               | Ooi Tze Liang Muhammad Syafiq Puteh        | 326,73    | 19        | Uitgeschakeld | Uitgeschakeld |
| 20     | Nieuw-Zeeland          | Liam Stone Frazer Tavener                  | 325,32    | 20        | Uitgeschakeld | Uitgeschakeld |
| 21     | Oekraïne               | Oleh Kolodiy Danylo Konovalov              | 325,23    | 21        | Uitgeschakeld | Uitgeschakeld |
| 22     | Brazilië               | Rafael Fogaça Rafael Max                   | 301,68    | 22        | Uitgeschakeld | Uitgeschakeld |
| 23     | Indonesië              | Tri Anggoro Priambodo Adityo Restu Putra   | 281,01    | 23        | Uitgeschakeld | Uitgeschakeld |
| 24     | Griekenland            | Theofilos Afthinos Nikolaos Molvalis       | 262,95    | 24        | Uitgeschakeld | Uitgeschakeld |
| 25     | Georgië                | Sandro Melikidze Tornike Onikashvili       | 251,34    | 25        | Uitgeschakeld | Uitgeschakeld |
| 26     | Hongkong               | Robben Yiu Curtis Yuen                     | 229,89    | 26        | Uitgeschakeld | Uitgeschakeld |
| 27     | Macau                  | He Heung Wing Zhang Hoi                    | 200,04    | 27        | Uitgeschakeld | Uitgeschakeld |